# Helina fuscomarignata
Helina fuscomarignata este o specie de muște din genul Helina, familia Muscidae. A fost descrisă pentru prima dată de John Otterbein Snyder în anul 1949.
Este endemică în Columbia. Conform Catalogue of Life specia Helina fuscomarignata nu are subspecii cunoscute.